# なにわともあれ、ほんまにありがとう
『なにわともあれ、ほんまにありがとう』は、ジャニーズWESTの2枚目のDVD/Blu-rayで2015年6月17日にジャニーズ・エンタテイメントから発売。

## 概要

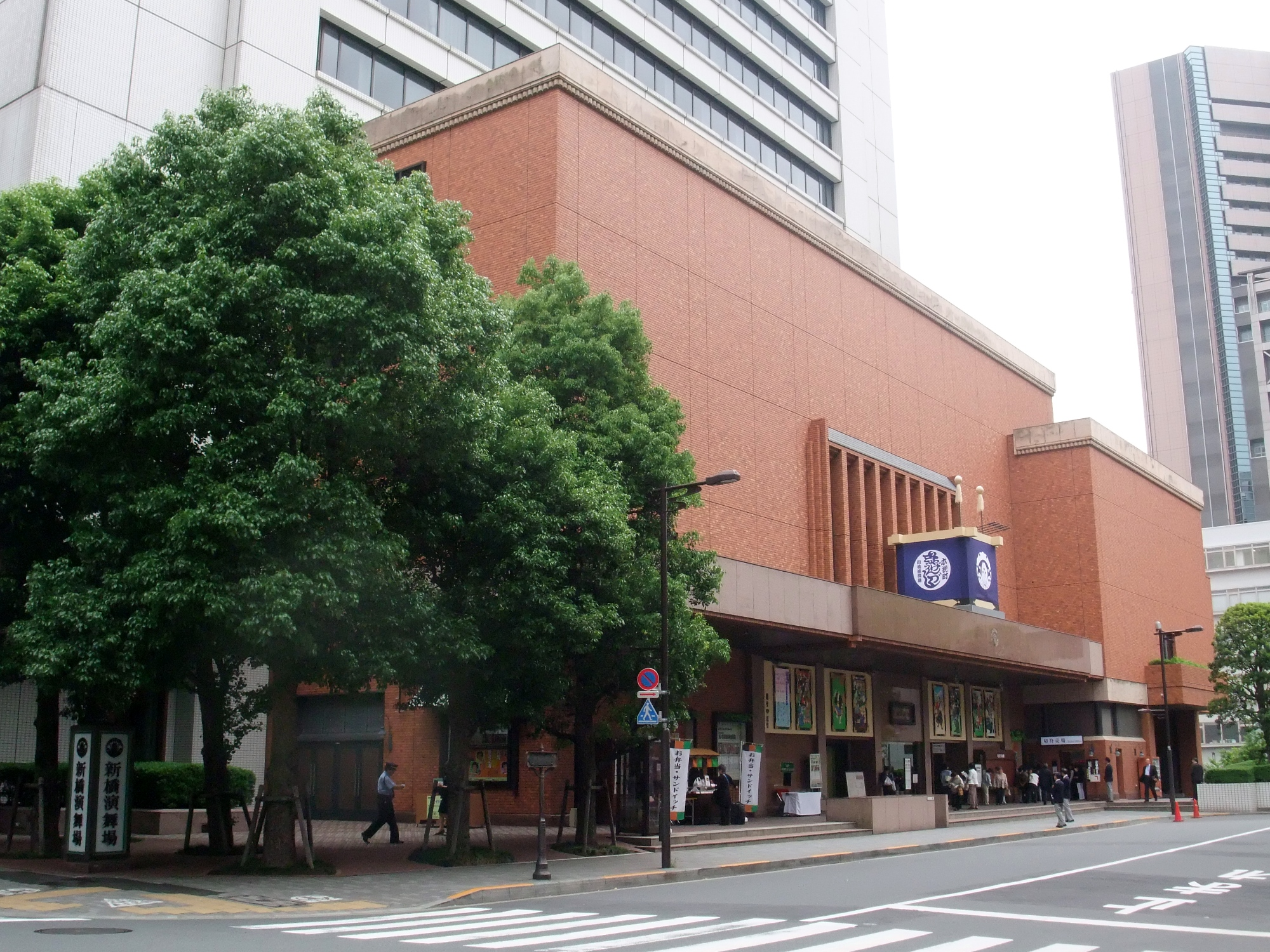
東京公演の会場となった新橋演舞場（2010年5月撮影）

ジャニーズWESTのCDデビュー記念として企画された本公演は、2014年4月27日～5月6日に大阪松竹座、同年5月11日～5月21日に新橋演舞場にてそれぞれ行われた。本DVDは5月18日の新橋公演の模様が収められている。
初回限定盤には、40ページのブックレットを封入したスペシャルパッケージ仕様となっている。

## 収録曲

### SHOW TIME part 1
1. OVERTURE
2. Long Story
3. ええじゃないか
4. 浪速一等賞！
5. その先へ…
6. バンザイ夢マンサイ！
7. 粉もん
8. 「道頓堀一丁目中間んち物語」

### SHOW TIME part 2
1. LET'S GO WEST ～K A N S A I !!～
2. P&P
3. Wake up!
4. My Best Friend
5. オンリーロンリー
6. Accent Dance
7. Break Out!
8. Criminal
9. バンバンッ!!
10. ほんまにありがとうコーナー
11. Rainbow Dream

＜ENCORE＞
1. ええじゃないか